# Gare d'Elbeuf - Saint-Aubin
Pour les articles homonymes, voir Gare de Saint-Aubin.
La gare d'Elbeuf - Saint-Aubin est une gare ferroviaire française de la Ligne de Serquigny à Oissel, située sur le territoire de la commune de Saint-Aubin-lès-Elbeuf, à proximité d'Elbeuf, dans le département de la Seine-Maritime en région Normandie.
Elle est mise en service en 1865 par la Compagnie des chemins de fer de l'Ouest.
C'est une gare de la Société nationale des chemins de fer français (SNCF) du réseau TER Normandie, desservie par des trains régionaux. C'est également une gare ouverte au service du fret.
Elle ne doit pas être confondue avec la gare d'Elbeuf-Ville et la halte d'Elbeuf-Rouvalets qui se trouvaient sur la ligne de Saint-Georges-Motel à Grand-Quevilly.

## Situation ferroviaire
Établie à 14 mètres d'altitude, la gare d'Elbeuf - Saint-Aubin est située au point kilométrique (PK) 49,509 de la ligne de Serquigny à Oissel, entre les gares ouvertes de Bourgtheroulde - Thuit-Hébert et de Tourville.

## Histoire

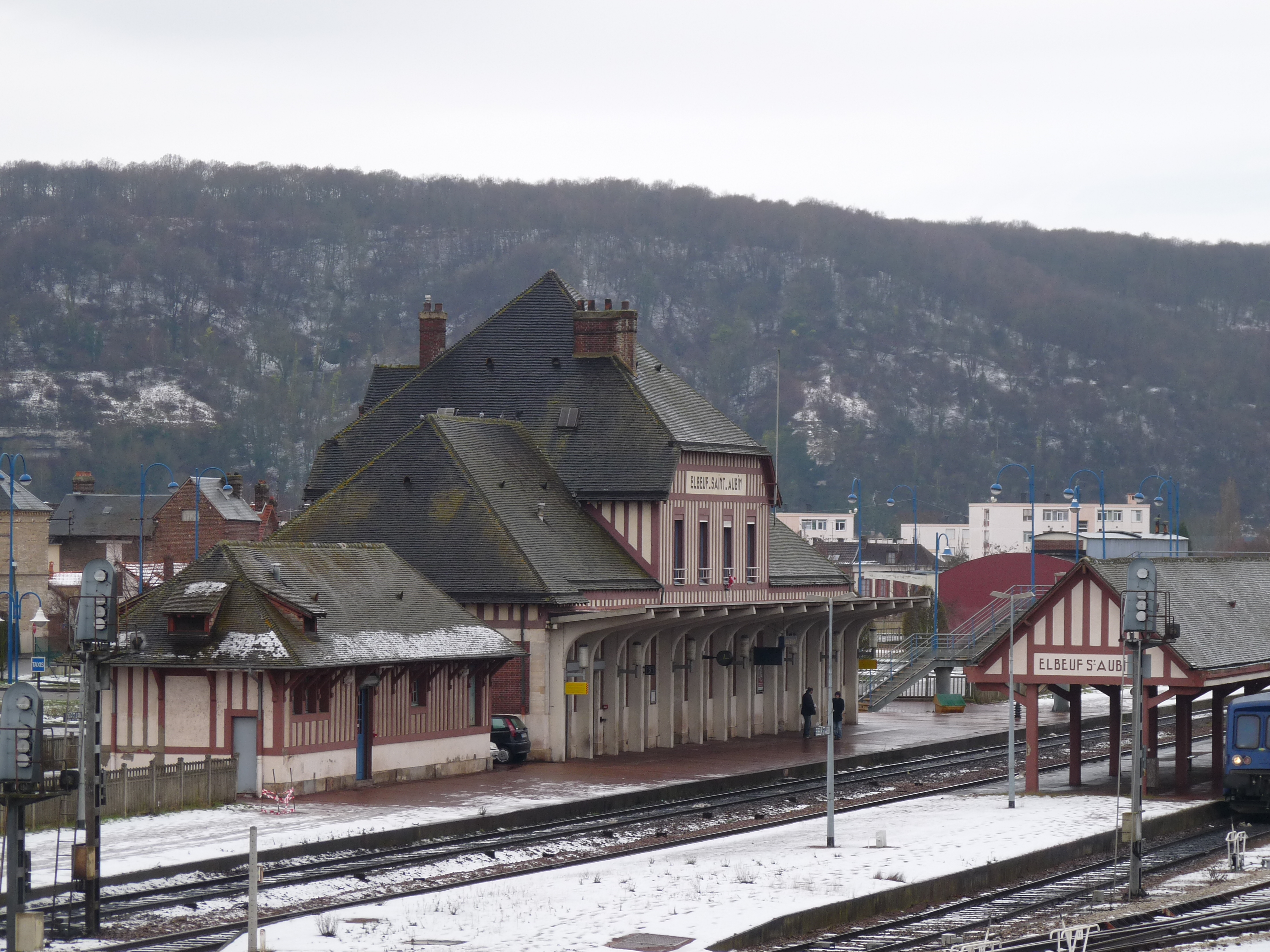
La gare avant l'électrification.

La station d'Elbeuf est mise en service le 24 juillet 1865 par la Compagnie des chemins de fer de l'Ouest, lorsqu'elle ouvre à l'exploitation l'embranchement de Serquigny à Rouen de la ligne de Paris à Caen et à Cherbourg. De 1898 à 1926, elle est desservie par une ligne du Tramway d'Elbeuf.
Depuis 2014, les installations techniques de la gare sont gérées par un PIPC, située dans la gare. En février 2015, les neuf kilomètres du parcours jusqu'à la bifurcation d'Oissel ont été électrifiés.
En 2015, la SNCF estime la fréquentation annuelle à 360 186 voyageurs.

## Service des voyageurs

### Accueil
Gare SNCF,  elle dispose d'un bâtiment voyageurs, avec guichets (mais sans toilettes), ouvert tous les jours.
Une passerelle avec ascenseurs permet la traversée des voies et l'accès aux quais.

### Desserte
Elbeuf - Saint-Aubin est une gare du réseau TER Normandie desservie par des trains régionaux ayant pour destinations, les gares de Rouen-Rive-Droite ou de Caen.
Elle est également, depuis 2014, la gare d'origine d'une liaison cadencée vers Yvetot

La gare en 2016
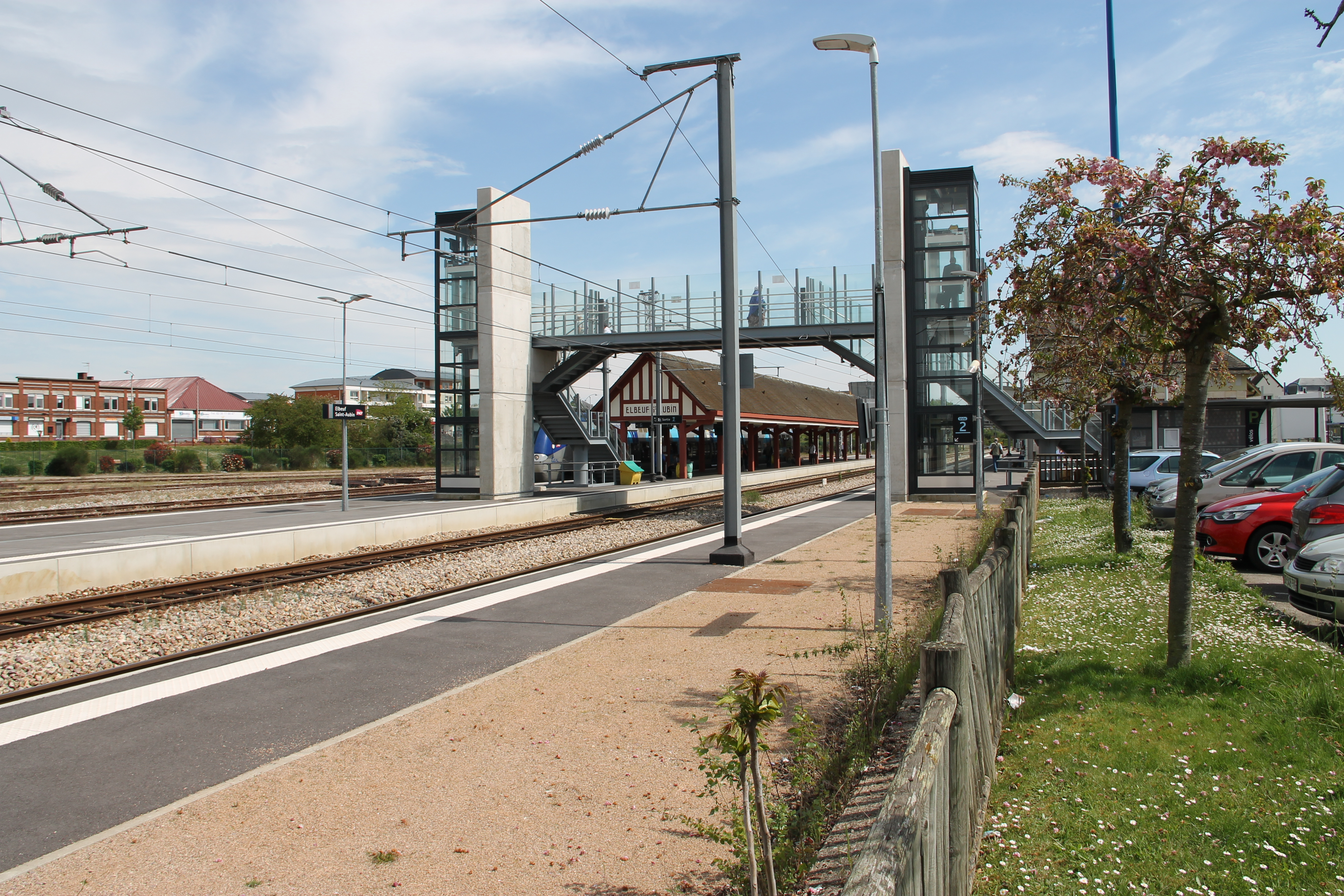
Direction Oissel.
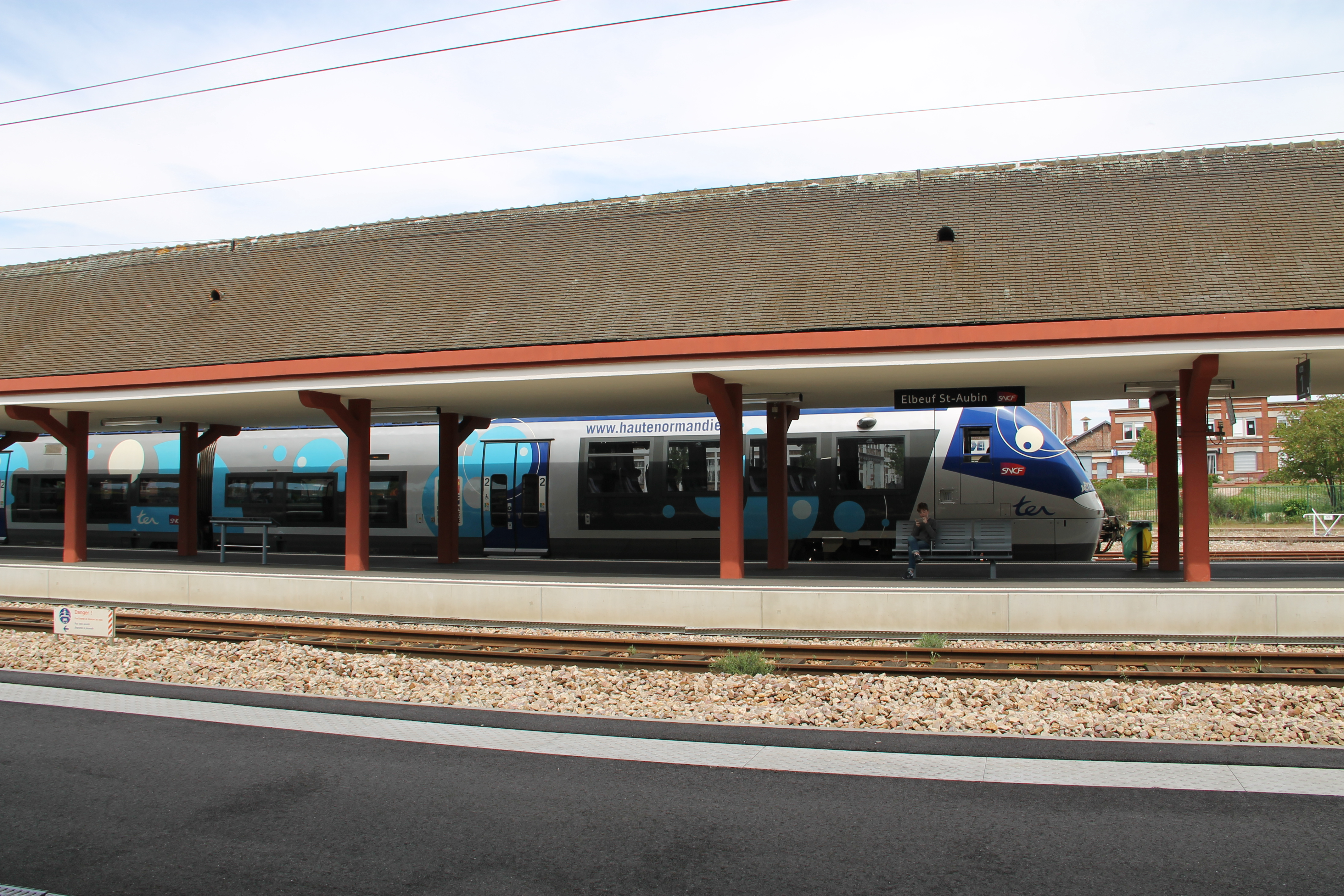
Z 27500 pour Rouen et Yvetot.
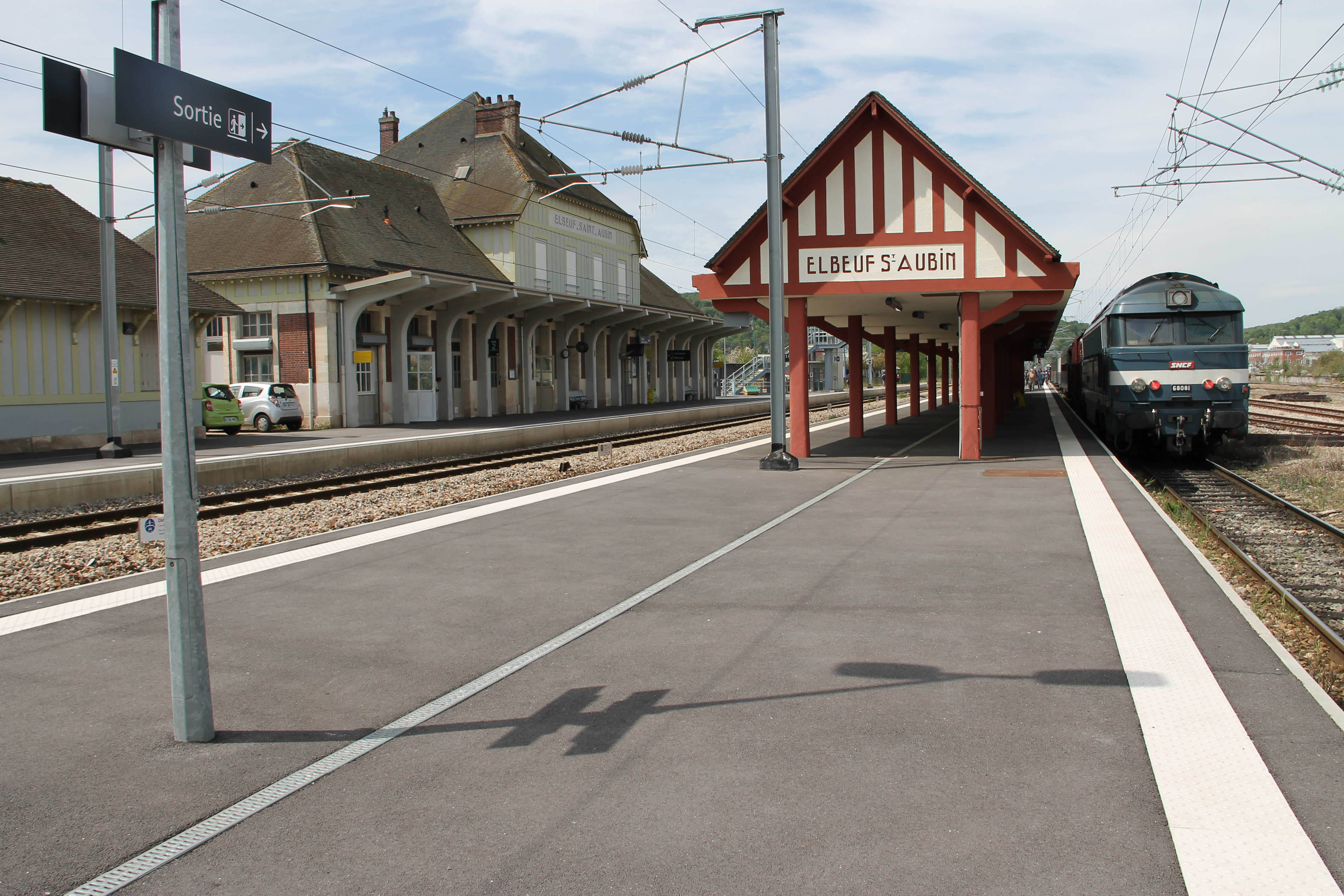
Direction Serquigny, avec A1AA1A 68000.

### Intermodalité
Un parc pour les vélos et un parking sont aménagés.
Elle est desservie, par des bus urbains du réseau Astuce, lignes : A, E et F et la ligne E1 du réseau SEMO de Louviers.

## Service des marchandises
Cette gare est ouverte au service du fret (train massif uniquement et wagons isolés pour certains clients désignés).